# مارسيلي دي سيلفا
مارسيلي دي سيلفا (بالبرتغالية: Marcilei da Silva Elias‏) (28 أبريل 1990 بساو باولو في البرازيل - ) هو لاعب كرة قدم برازيلي في مركز الظهير. لعب مع نادي أمريكا ونادي فاسكو دا غاما ونادي بايساندو ‏ ونادي كاشياس دو سول ونادي موجي ميريم.

## وصلات خارجية
- مارسيلي دي سيلفا على موقع قاعدة بيانات كرة القدم.إي يو (الإنجليزية)
- مارسيلي دي سيلفا على موقع Soccerway.com (الإنجليزية)